# رد الفعل البلعومي

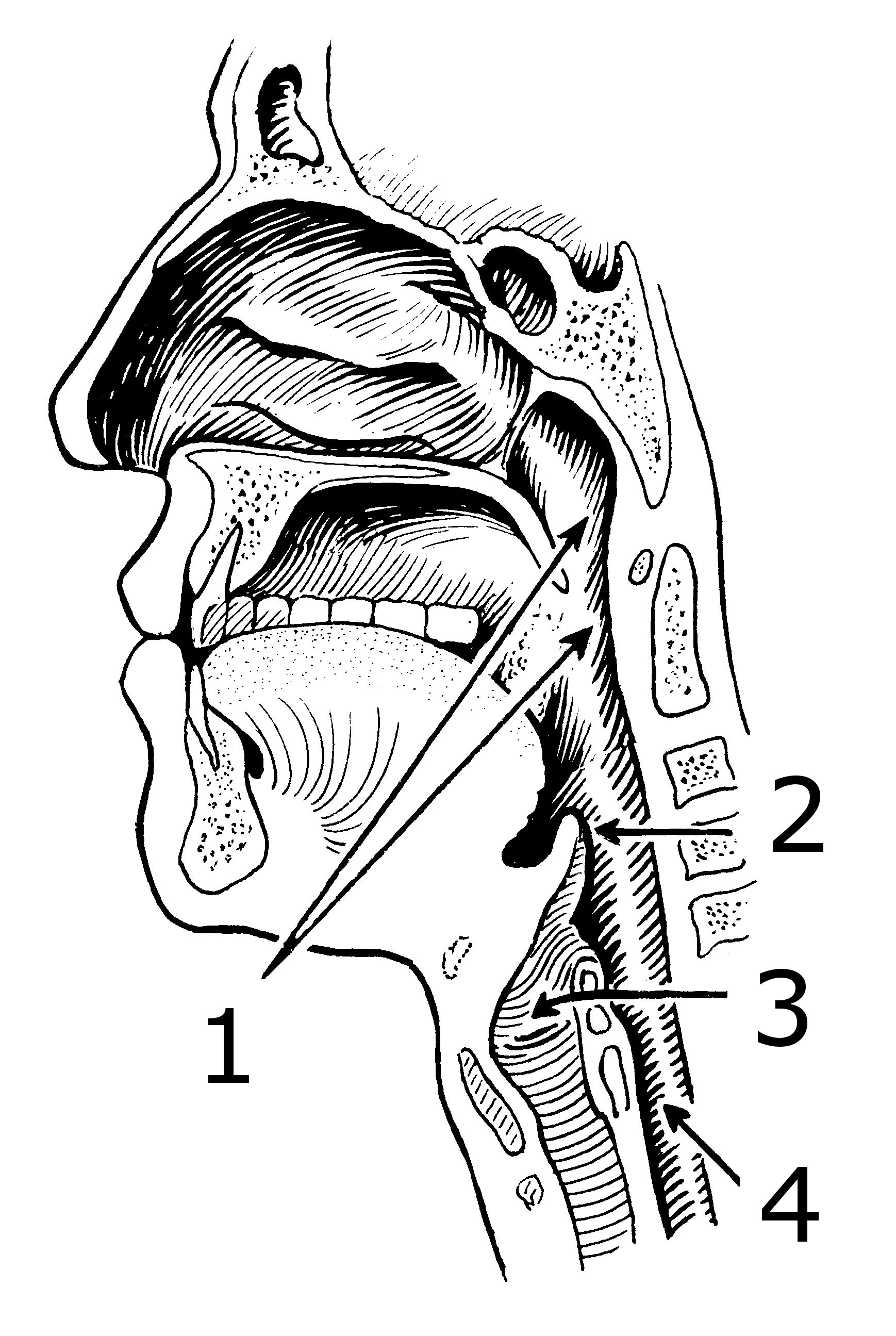

المنعكس البلعومي (بالإنجليزية: Pharyngeal reflex)‏ أو منعكس التَّهَوُّع أو رد فعل محاولة التقيؤ أو رد فعل التقيؤ المصطنع (بالإنجليزية: Gag reflex)‏ هو منعكس طبيعي عند الإنسان، يمنع هذا المنعكس أي جسم أجنبي من المرور من البلعوم باتجاه المريء أو الرغامى، يغيب هذا المنعكس عند البلع. ينتج منعكس التهوع عن ملامسة جسم أجنبي للحنك الرخو. يمكن استخدام هذا المنعكس لجعل شخص يتقيأ عمداً.